# Renzo Morigi
Renzo Morigi (italià: Lorenzo Morigi)  (Ravenna, 28 de febrer de 1895 - Bolonya, 13 d'abril de 1962) va ser un tirador italià que va competir durant la dècada de 1930.
El 1932 va prendre part en els Jocs Olímpics de Los Angeles, on guanyà la medalla d'or en la prova de pistola lliure, 25 metres del programa de tir.
Durant la Primera Guerra Mundial va servir a l'exèrcit italià i el 1921 es va unir al Partit Nacional Feixista. Va liderar les accions de les Camises negres a la regió de l'Emilia.